# Cryptocheiridium kivuense
Cryptocheiridium kivuense är en spindeldjursart som beskrevs av Beier 1959. Cryptocheiridium kivuense ingår i släktet Cryptocheiridium och familjen dvärgklokrypare. Inga underarter finns listade i Catalogue of Life.